# معرض الدوحة للكتاب
معرض الدوحة الدولي للكتاب معرض سنوي يعد من أكبر معارض الكتب الدولية التي تقام في المنطقة، انطلق عام 1972م بتنظيم دار الكتب القطرية، ثم أصبح تحت تنظيم وزارة الثقافة القطرية. وكان ينظم كل سنتين إلى عام 2002 حيث أصبح يقام كل عام، ويصاحب المعرض العديد من الفعاليات والأنشطة الثقافية.

## التاريخ
بدأ معرض الدوحة الدولي للكتاب باختيار إحدى الدول لتكون ضيف الشرف في المعرض منذ عام 2010م.

## دورات المعرض
| الدورة | تاريخ إقامة المعرض | شعار المعرض            | ضيف الشرف | نبذة                                 |
| ------ | ------------------ | ---------------------- | --------- | ------------------------------------ |
| 33     | 9- 18 مايو 2024م   | بالمعرفة تبنى الحضارات | عمان      | أقيم أكثر من 515 دار نشر من 42 دولة. |
| 34     | 17-8 مايو 2025     | من النقش الى الكتابة   | فلسطين    | نحو 522 دار نشر من 43 دولة           |

## تطورات ايجابية
شهد المعرض في دورته لعام 2025 مشاركة واسعة لأكثر من 522 دار نشر وجهة من 43 دولة، من بينها ولأول مرة 11 ناشرًا من دولة فلسطين، ومكتبات شارع الحلبوني في سوريا، ودور نشر أمريكية، وشاركت لأول مرة دور نشر من بريطانيا، حيث ضم دليل إصدارات المعرض نـحو 166 ألف عنوان متاحًا. كما حظيت هذه الدورة بمشاركة أوسع لعدد من الوزارات والمؤسسات الحكومية والخاصة، والجهات والبعثات الدبلوماسية المعتمدة لدى الدولة.
واقيم على هامش المعرض مجموعة منوعة من الفعاليات الثقافية والفنية، إضافة إلى ندوات ومحاضرات وورش عمل في مجالات ثقافية وأدبية عدّة، كما اطلقت وزارة الثقافة جائزة معرض الدوحة الدولي للكتاب للناشر والمؤلف، وتتضمن عدة فئات وهي، الناشر المتميز “المحلي والدولي” والناشر المتميز في كتب الأطفال “المحلي والدولي” وفئة الإبداع للكاتب، وفئة الكاتب الشاب القطري، وتهدف الجائزة إلى دعم حركة النشر والتشجيع على الاستمرار في استقطاب الناشرين والمبدعين والأدباء والمثقفين